# سپیدرخ خال‌دم
سپیدرخ خال‌دم (نام علمی: Leucorrhinia intacta) نام یک گونه از سرده سپیدرخ‌ها است.